# Come ti spaccio la famiglia
Come ti spaccio la famiglia (We're the Millers) è un film del 2013 diretto da Rawson Marshall Thurber.
Film commedia statunitense con protagonisti Jennifer Aniston, Jason Sudeikis, Emma Roberts, Will Poulter e Ed Helms.

## Trama
David Clark è un modesto spacciatore di marijuana al soldo del signore della droga Brad Gurdlinger. Un giorno, nel tentativo di aiutare il suo vicino di casa Kenny e una senzatetto di nome Casey, si attira addosso una banda di ladruncoli che lo deruba dello zaino in cui teneva i soldi e la merce: per saldare i suoi debiti e salvare la propria vita, Brad lo costringe quindi a portare a termine una pericolosa missione, cioè trasportare un'ingente quantità di marijuana dal Messico agli Stati Uniti.
Per passare inosservato attraverso la frontiera David assolda Kenny, Casey e Rose, una vicina che lavora in uno strip club, e i quattro si spacciano per la famiglia Miller, che a bordo di un enorme camper vuole festeggiare il weekend del 4 luglio tutti insieme. Recuperata la droga i quattro ripartono a bordo del mezzo, che ben presto si rompe a causa dell'eccessivo carico; i Miller vengono tuttavia soccorsi dalla famiglia Fitzgerald, che avevano incontrato poco prima al confine; tra una serie di equivoci e situazioni esilaranti, David apprende che Don, il capofamiglia dei Fitzgerald, è un agente della DEA e, nonostante una sequela di pericoli, i Fitzgerald ripartono senza che Don abbia scoperto nulla.
Con i Fitzgerald ripartiti e il guasto riparato, il giorno seguente la finta famiglia si appresta a ripartire, ma vengono fermati dal boss messicano Pablo Chacón, a cui era destinata la partita di droga: Brad aveva infatti mandato David in una missione più rischiosa di quanto non sembrasse poiché il suo vero obiettivo era sottrarre la droga a Chacón. Questi sta per eliminare David e gli altri, ma Rose gli rivela la sua vera identità e gli offre uno spogliarello come espediente per bloccarlo e permettere ai quattro di fuggire. Nel frattempo Kenny, Casey e Rose si rendono conto di essersi affezionati gli uni agli altri: Kenny ha imparato ad essere più sicuro di sé dopo essersi invaghito della figlia di Don, Melissa, Casey ha trovato la comprensione che non aveva mai avuto e Rose si è innamorata di David, che però rivela per sbaglio il vero importo promessogli da Brad, causando la stizzita reazione dei "familiari".
David riparte, abbandonando Casey, Rose e Kenny in un luna park, ma durante il viaggio di ritorno si rende conto di provare anche lui dei sentimenti per la sua finta famiglia, così ritorna a prenderli e promette di dividere equamente i soldi. A quel punto però riappare Chacón, che decide di ucciderli tutti; con l'aiuto di Don e il contributo di tutti i membri della famiglia, il boss viene finalmente arrestato. Don dovrebbe arrestare anche i Miller ma decide di offrire loro la possibilità di fuggire avendolo aiutato a salvare la sua famiglia dal trafficante. La droga viene finalmente consegnata a Brad ma è troppo tardi perché quest'ultimo possa tenere fede all'accordo e pagare la somma pattuita; il boss rivela inoltre che la sua vera intenzione era stata fin dall'inizio di non pagare David. In quel momento una squadra della DEA capeggiata da Don irrompe nell'ufficio e arresta Brad. Don dice a David che lui e tutti gli altri testimoni della faccenda verranno sottoposti al programma di protezione; i Miller diventano finalmente una vera famiglia e il film si conclude mostrandoli nella loro nuova vita, con tanto di coltivazione di piante di marijuana nel giardino.

## Promozione
Il 5 giugno 2013 è stato diffuso online il trailer italiano del film.

## Distribuzione
Il film è stato distribuito nelle sale statunitensi a partire dal 7 agosto 2013; in Italia, invece, è uscito il 12 settembre, distribuito dalla Warner Bros. Pictures.

### Divieti
Il film è stato vietato ai minori di 17 anni non accompagnati (Rating R) negli Stati Uniti d'America, per contenuti sessuali, linguaggio scurrile e presenza di droga. In Italia invece ottiene il visto T, ovvero adatto per tutte le età.

## Accoglienza
Come ti spaccio la famiglia ha ricevuto varie recensioni dalla critica e sul sito Rotten Tomatoes gli è stato assegnato un voto del 47% su una base di 139 recensioni, con un voto medio di 5.4/10.
Il film è stato un successo commerciale: ha infatti incassato oltre 126 milioni di dollari nel Nord America e oltre 55 milioni nel resto del mondo, con un totale di oltre 201 milioni di incassi per un budget di 37 milioni.

## Riconoscimenti
- 2014 - MTV Movie Awards
  - Miglior bacio per Jennifer Aniston, Emma Roberts e Will Poulter
  - Miglior performance rivelazione per Will Poulter
  - Candidatura Miglior performance femminile per Jennifer Aniston
  - Candidatura Miglior performance senza maglietta per Jennifer Aniston
  - Candidatura Miglior performance comica per Jason Sudeikis
  - Candidatura Miglior momento musicale per Will Poulter
- 2014 - Teen Choice Awards
  - Miglior attrice di una commedia per Emma Roberts
  - Candidatura Miglior bacio per Jennifer Aniston, Emma Roberts e Will Poulter
  - Candidatura Nuove uscite per Jason Sudeikis
- 2014 - Empire Awards
  - Candidatura Miglior debutto maschile per Will Poulter
- 2014 - People's Choice Awards
  - Candidatura Film commedia preferito
  - Candidatura Coppia preferita in un film per Jennifer Aniston e Jason Sudeikis